# Godefroy Engelmann
Godefroy Engelmann (Mulhouse, 17 de agosto de 1788 - Mulhouse, 25 de abril de 1839) foi um litógrafo francês.
Engelmann é muitas vezes considerado como precursor da litografia na França. Entre outros trabalhos, realizou uma coleção que alcançou certo sucesso, "Voyages pittoresques et romantiques dans l'ancienne France".

## Biografia
Godefroy Engelmann nasceu em 1788 em Mühlhausen, uma pequena cidade perto da fronteira França / Suíça / Alemanha. Na época de seu nascimento, Mulhouse era uma república alemã livre associada à Confederação Suíça, mas foi anexada pela França 10 anos depois. Ele morreu naquela mesma cidade em 1839, de um tumor no pescoço.

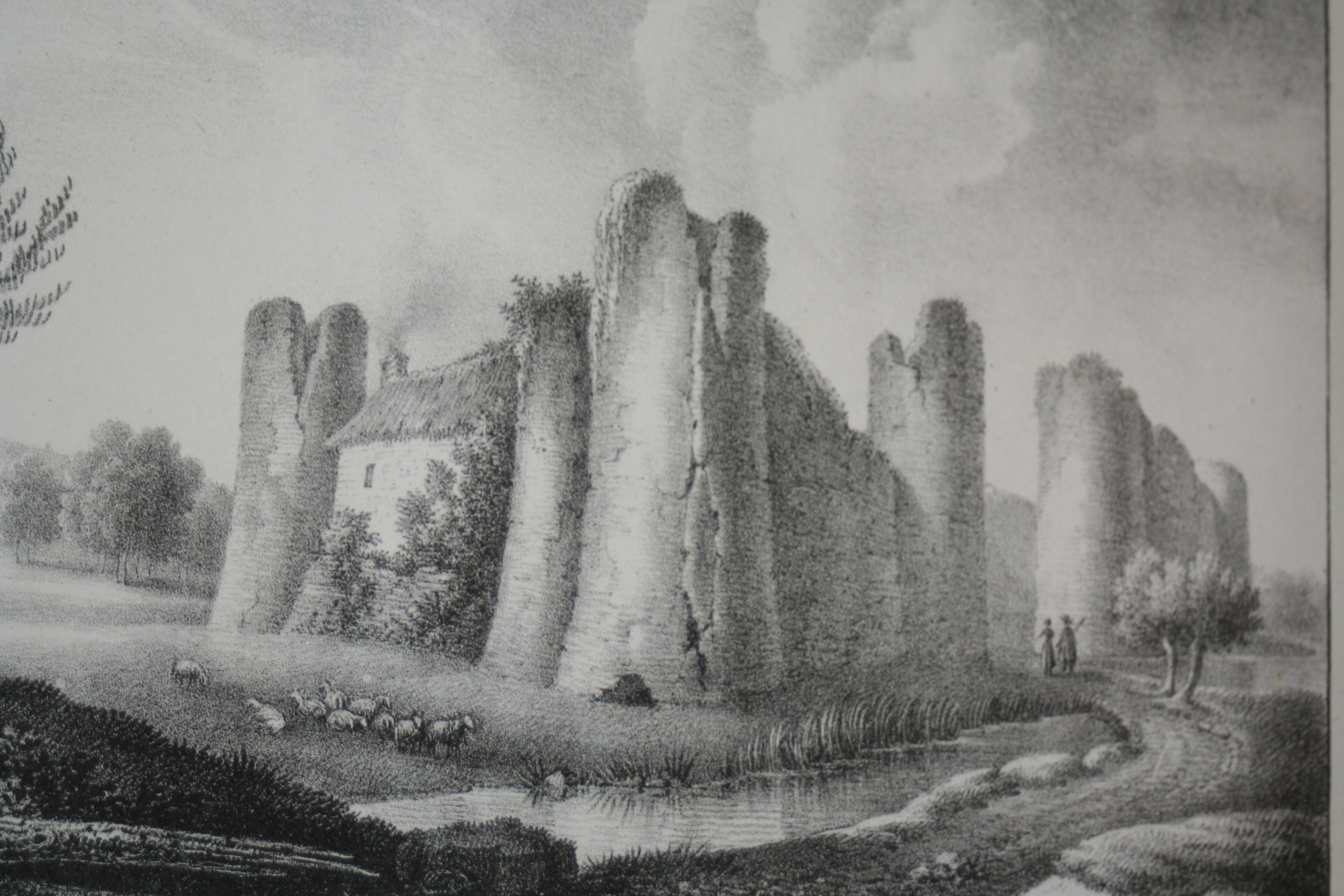
Godefroy Engelmann, Courcy Castle, litografia, 1826

Engelmann formou-se na Suíça e na França em La Rochelle e Bordeaux, e estudou pintura e desenho no ateliê de Jean-Baptiste Regnault em Paris. No verão de 1814, ele viajou para Munique, na Alemanha, para estudar litografia, uma invenção alemã. Na primavera seguinte, ele fundou a La Société Lithotypique de Mulhouse. Em junho de 1816, ele abriu uma oficina em Paris. 

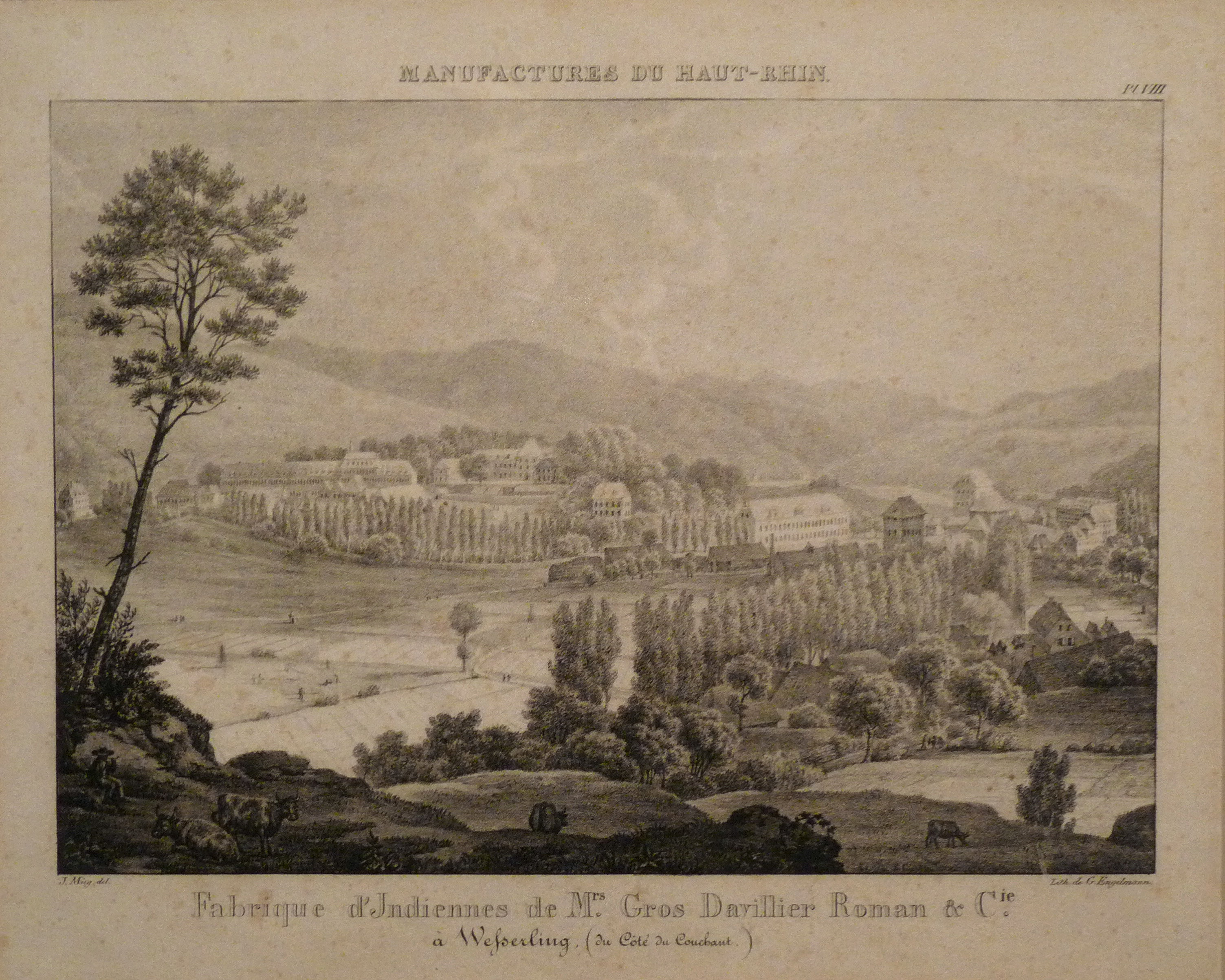
Fabrique d'indiennes de Mrs. Gros Davillier Roman & Cie à Wesserling (du côté du couchant), de G. Engelmann.

Engelmann é amplamente creditado por trazer a litografia para a França e, mais tarde, comercializar a cromolitografia. Em 1837, ele obteve uma patente inglesa para um processo de cromolitografia que fornecia resultados consistentemente de alta qualidade. O livro "Viagem pitoresca através do Brasil" (“Voyage pittoresque dans le Brésil”, no título em francês), de Johann Moritz Rugendas foi impresso e comercializado por sua casa gráfica, entre os anos de 1827 e 1835.
Ao longo de sua vida, ele produziu um grande número de gravuras, incluindo numerosas placas para a célebre coleção de litografias do Barão Isidore Justin Séverin Taylor, "Voyages pittoresques et romantiques dans l'ancienne France".

A gráfica parisiense de Engelmann, "Engelmann et Graf", foi passada para seu filho, Godefroy Engelmann II (nascido em 1819), que continuou o trabalho de seu pai com a mesma alta qualidade artística até sua própria morte em 1897.